# Noel Counihan
Noel Counihan, född 4 oktober 1913 i Melbourne, Australien, död 5 juli 1986 i Melbourne, var en australisk målare inom socialrealismen.